# National Hockey League 1920/1921

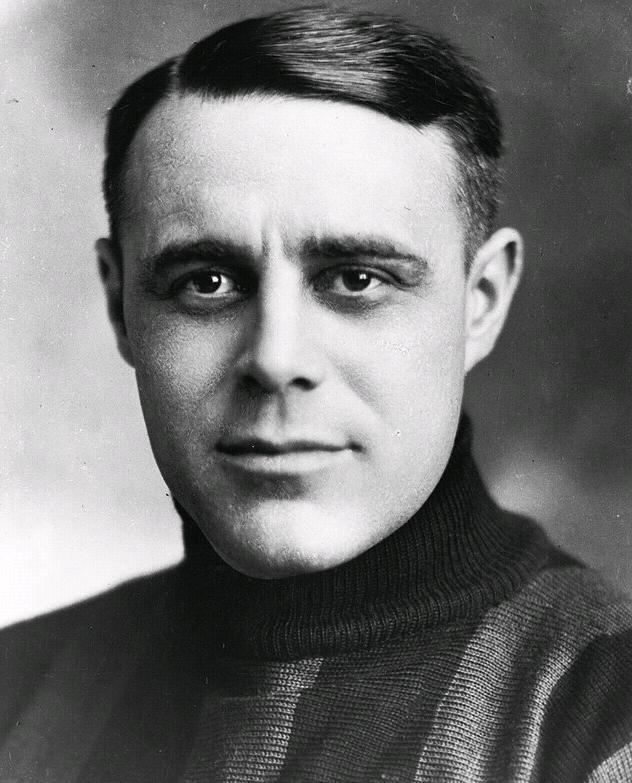
Hamilton Tigers skarpskytt Joe Malone säsongen 1920–21.

National Hockey League 1920/1921 var den fjärde säsongen av NHL. Fyra lag spelade totalt 24 matcher var i grundserien innan spelet om Stanley Cup inleddes den 10 mars 1921. Stanley Cup vanns av Ottawa Senators som tog sin nionde titel efter finalseger mot Vancouver Millionaires med 3-2 i matcher. Vancouver Millionaires fick spela om Stanley Cup efter vinst i Pacific Coast Hockey Association.
Quebec Bulldogs flyttade inför säsongen från Quebec till Hamilton i Ontario och blev Hamilton Tigers.

## Grundserien 1920/1921
Not: SM = Spelade matcher, V = Vunna, O = Oavgjorda, F = Förlorade, GM = Gjorda mål, IM = Insläppta mål, P = Poäng, MSK = Målskillnad
- Lag i grönt till NHL-final

| Första halvan        | SM | V | O | F | GM | IM | P  | MSK |
| -------------------- | -- | - | - | - | -- | -- | -- | --- |
| Ottawa Senators      | 10 | 8 | 0 | 2 | 49 | 23 | 16 | +26 |
| Toronto St. Patricks | 10 | 5 | 0 | 5 | 39 | 47 | 10 | -8  |
| Montreal Canadiens   | 10 | 4 | 0 | 6 | 37 | 51 | 8  | -14 |
| Hamilton Tigers      | 10 | 3 | 0 | 7 | 34 | 38 | 6  | -4  |

| Andra halvan         | SM | V  | O | F | GM | IM | P  | MSK |
| -------------------- | -- | -- | - | - | -- | -- | -- | --- |
| Toronto St. Patricks | 14 | 10 | 0 | 4 | 66 | 53 | 20 | +13 |
| Montreal Canadiens   | 14 | 9  | 0 | 5 | 75 | 48 | 18 | +27 |
| Ottawa Senators      | 14 | 6  | 0 | 8 | 48 | 52 | 12 | -4  |
| Hamilton Tigers      | 14 | 3  | 0 | 7 | 58 | 94 | 6  | -36 |

## Poängligan 1920/1921
Not: SM = Spelade matcher, M = Mål, A = Assists, P = Poäng
| Spelare                 | Lag                                   | SM | M  | A  | P  |
| ----------------------- | ------------------------------------- | -- | -- | -- | -- |
| Newsy Lalonde           | Montreal Canadiens                    | 24 | 33 | 10 | 43 |
| Cecil "Babe" Dye        | Hamilton Tigers / Toronto St Patricks | 24 | 35 | 5  | 40 |
| Cy Denneny              | Ottawa Senators                       | 24 | 34 | 5  | 39 |
| Joe Malone              | Hamilton Tigers                       | 20 | 28 | 9  | 37 |
| Frank Nighbor           | Ottawa Senators                       | 24 | 19 | 10 | 29 |
| Reg Noble               | Toronto St Patricks                   | 24 | 19 | 8  | 27 |
| Harry Cameron           | Toronto St Patricks                   | 24 | 18 | 9  | 27 |
| George "Goldie" Prodger | Hamilton Tigers                       | 24 | 18 | 9  | 27 |
| Corbett Denneny         | Toronto St Patricks                   | 20 | 19 | 7  | 26 |
| Jack Darragh            | Ottawa Senators                       | 24 | 11 | 15 | 26 |

## Slutspelet
Ettorna i de två "seriehalvorna" spelade final i bäst av två matcher där den som gjort mest mål spelade om Stanley Cup mot vinnaren i PCHA. Finalen spelades i bäst av fem matcher.

### NHL-final 1921
Toronto St Patricks vs. Ottawa Senators
Ottawa Senators vann serien med 7-0 i målskillnad.

## Stanley Cup-final 1921
Vancouver Millionaires vs. Ottawa Senators
Ottawa Senators vann serien med 3-2 i matcher

## Slutspelets poängliga
Not: SM = Spelade matcher; M = Mål; A = Assists; P = Poäng
| Spelare    | Lag             | SM | M | A | P |
| ---------- | --------------- | -- | - | - | - |
| Cy Denneny | Ottawa Senators | 7  | 4 | 2 | 6 |

## Vinnare av NHL
| O'Brien Trophy: Ottawa Senators |